# 博什科·巴拉班
博什科·巴拉班（1978年10月15日—），克罗地亚男子足球运动员，场上位置是前锋。他曾代表克罗地亚国家队参加2002年和2006年国际足联世界杯，均止步小组赛阶段。